# Pertusaria diluta
Pertusaria diluta är en lavart som beskrevs av C. Björk, G. Thor & T. Wheeler. Pertusaria diluta ingår i släktet Pertusaria och familjen Pertusariaceae.   Inga underarter finns listade i Catalogue of Life.